# Műszaki átadás-átvételi eljárás
A műszaki átadás-átvételi eljárás az építőiparban egy kivitelezési folyamat utolsó műszaki és pénzügyi fázisa, amelynek során az építési vállalkozó (generálkivitelező, szakkivitelező, vagy csak kivitelező) a megbízójának (építtető, megrendelő) átadja az általa – kivitelezési szerződésben foglaltak szerint – elkészített építési munkát, az általa addig használt munkaterületet visszaadja (munkaterület átadás-átvétel), a jogszabályokban foglalt dokumentumokat elkészíti, és a folyamat lezárultaként megkapja az adott feladat elvégzéséért – szintén kivitelezési szerződésben foglalt – ellenértéket. A műszaki átadás-átvételi eljárás egyik célja – amennyiben azzal a teljes építmény elkészült – a használatbavételi eljárás lefolytatásának előkészítése és megkezdésére.
A műszaki átadás-átvételi eljárás folyamatát és körülményeit az építőipari kivitelezési tevékenységről szóló 191/2009. (IX. 15.) Korm. rendelet 31.§-a írja le. Az eljárás meghatározott lépésekből álló részletesen dokumentált jogi folyamat, mely keretében a kivitelezés tárgya és hozzá kapcsolódó felelősségi kör (fenntartás, őrzés, felügyelet, védelem stb.) átkerül az építési vállalkozótól a megbízóhoz. Egyes jogszabályban és a kivitelezési szerződésben foglalt kötelezettségek továbbra is kötik az építési vállalkozót (pl: szavatosság), de az építmény tulajdonjoga és használati joga a megbízóra száll. Az eljárás minden esetben egy szemrevételezéssel egybekötött helyszíni, és egy dokumentációkra kiterjedő adminisztratív ellenőrzési folyamatot foglal magába, mely során a kivitelező igazolja és bizonyítja, a megbízó pedig megvizsgálja az építmény minden paraméterét. Az eljárás utolsó lépése a kivitelezés pénzügyi rendezése, mely keretében az építési vállalkozó megkapja a munkájának ellenértékét. Amennyiben a megbízó azt előzetesen megrendelte, a szerződött kivitelezési díjon felül az építési vállalkozó pótmunkájának térítése ellenében díjat kap, illetve amennyiben az eljárás minőségi vagy mennyiségi hiányosságokat tárt fel, a szerződött ellenértékből levonás (árleszállítás) is történhet. 
A műszaki átadás-átvételi eljárás sikere a tárgyi kivitelezési folyamat lezárultát és a kivitelezési szerződés szerződésszerű teljesítését jelenti.
Előfordulhat, hogy a műszaki átadás-átvételi eljárást egybe van kötve a használatbavételi eljárással, viszont e kettő egymástól teljesen eltérő fogalom és folyamat, eltérő felekkel. Előbbi lezajlásának nem egyenes következménye utóbbi eljárás sikere, melynek esetén a megbízó és az építési vállalkozó közötti (általában időben elhúzódó) jogi vita indul.

## Története
Az előljárók pedig szóljanak a népnek, mondván: Kicsoda az olyan férfi, a ki új házat épített, de még fel nem avatta azt? Menjen el, és térjen vissza az ő házába, hogy meg ne haljon a harczban, és másvalaki avassa fel azt.
Az építőipari átadás-átvétel szokása a Római Birodalom időszakáig nyúlik vissza. A középkor vége felé, amikor egyre nagyobb fesztávú hidakat építettek, az átadás-átvétel előbb kezdetleges, majd egyre fejlettebb módszerekkel végrehajtott próbaterhelés formájában történt meg, aminek sajátos mozzanata volt, hogy a tervező, illetve az építőmester a híd alatt tartózkodott, ezzel is bizonyítva, hogy biztosak az általuk végzett munka sikerében.
Magyarországon a műszaki átadás-átvétel mai értelemben vett értelmezése és végrehajtása az 1800-as évek utolsó évtizedében kialakuló gyakorlatokra vezethetőek vissza. A jogszabályi háttér korrekt megteremtésének igénye a második világháborút követően került napirendre, az építés iparosításával (1950-es évek második fele) vált bevett gyakorlattá. A rendszerváltást követően ez irányú jogi szabályozások kevéssé módosultak, komolyabb minőségi változás a 2000-es évektől datálható (a meglévő és EU-harmonizált műszaki szabványok teljesítésének igénye).

## Az átadás-átvételi eljárás fajtái
Az átadás-átvételi eljárás jelentősen függ a kivitelezési szerződésben foglaltaktól. Az eljárás csak a szerződésben foglaltakra vonatkozik, azonban a szerződés vonatkozhat az építmény bármilyen részének bármilyen mértékű megvalósítására. A megbízó(k) és az építési vállalkozó(k) számosságát tekintve két alapvető csoportot különböztetünk meg:
1. generálkivitelezési munkát
2. projektkivitelezési munkát

Generálkivitelezés jellemzői
- A megbízóval vagy megbízókkal szemben a teljes építményre egyetlen építési vállalkozó (generálkivitelező) jut.
- A teljes építési folyamat alatt csupán ez a két fél között történik a munka teljesítésének és ellenőrzésének minden folyamata.
- A munka teljes szervezését és minden al-feladat ellátásáért a generálkivitelező felel, arról beszámolási kötelezettsége a megbízó felé általában nincsen.
- A generálkivitelező egy jól szervezett általában nagy cég, aki részben saját erőforrásokat használ (gépek, munkaerő, felszerelés, konténerek stb.), részben alvállalkozókat fogad és az erőforrásokat bérli.
- A megbízó nem szakértő, és a munkák részleteire kis rálátása és ráhatása van.A megbízó műszaki ellenőr(ök)-re támaszkodik a döntéseiben.

Átadás-átvételi eljárások fajtái generálkivitelező esetén:
Az eljárás lehet szakaszos, részleges vagy teljes, a megállapodástól függően.
- Szakaszos, ha az építkezés több önálló építményből, vagy kivitelezési ütemből áll. Ilyenkor az önállóan használható építményeket, azaz az „önálló rendeltetési egységeket” elkészültük után egyenként, vagy a kivitelezési ütemezés szerint adják át az átvételi szakcsoportnak.
  - szakaszolható épület esetén (pl szintek, vagy lépcsőházak szerint, vagy utak lehajtók szerint)
- Részleges, ha az építmény egy részét akarja az építtető előbb üzemeltetni. Ilyen például, ha egy társasházi lakóépület földszinti helyiségei üzleti funkció szerint készültek el
  - több rendeltetési egység esetén (pl többlakásos lakóépület, iroda és lakófunkciók egy épületben)
  - több épület/építmény esetén (pl lakópark több tömbje, sorház, ikerház, több egyforma műtárgy épül: szobrok, hidak)
- Teljes az átadás, ha az építmény teljesen elkészült

Mivel az átadás-átvételi eljárás az adott dolog átadásával jogi (felelősség) átruházás is történik, csak akkor alkalmazható ha az átadott dolog teljesen elválasztható a még épülő dolgoktól, ellenkező esetben jogi viták keletkezhetnek abból, hogy a dolog állapota megváltozik (pl: károkozás), vagy csak nem volt megfelelően dokumentálva egy hiba (és nem tudni hogy az átadáskor már megvolt-e) és a felek az ezzel kapcsolatos felelősséget a másik félre igyekeznek hárítani. Általában a tervdokumentáció készítésénél már a rész-átadási igényt be kell jelenteni és a terveket ennek megfelelően készíteni. Több részre jól elkülöníthető projektek (ütemek) akár külön kivitelezővel és építhetők, és jól szakaszolható építmények szakaszaira külön szerződést lehet kötni ami a megbízó számára előnyösebb szerződéses konstrukciókat eredményez. Gyakori eset, hogy az építésre csak bizonyos készültségi szint-ig írják a felek alá a szerződést, és az építés közben készítik elő a következő szakaszra a megállapodásukat, ezzel időt és pénzt takarítva meg. Amennyiben a kivitelezési szerződés csak egy építési fázisra köttetik meg (pl földmunkák) akkor a szerződés lejártát követően a részmunka teljes átadás-átvételi eljárás keretében lesz átadva, hiszen a folytatás egy különálló szerződés szerint történik. A feleknek lehetősége van egy szakaszra megállapodást kötni, majd a maradék munkákra vonatkozó egyezséget egy szerződés módosítás formájában 'összegyúrják' a már építés alatt lévő szakasz megállapodásával, melynek az eredménye egy teljes építményre vonatkozó generálkivitelezési szerződés. 
Projektkivitelezés jellemzői
- A megbízó több építési vállalkozót bíz meg ugyanannak az építménynek a megvalósítására
- A megbízó maga (projektcég segítségével) végzi el az építési vállalkozók és az erőforrások szervezését.
- A teljesítések, ellenőrzések minden építési vállalkozóval külön-külön folynak le.
- A megbízó végzi az építési vállalkozók munkájának összehangolását (munka organizáció) és a munkaterület és tárolás kiosztásokat (anyag organizáció).
- Az építési vállalkozók az építmény valamilyen rendszer szerinti részeinek a munkálatait végzik el. Példa: szerkezetépítő, gépész kivitelező, elektromos kivitelező
- Az építési vállalkozók számossága lehet néhány, de lehet akár több száz is, attól függően hogy mekkora az építési feladat és mennyire kis részekre kívánja lebontani a megbízó az építési folyamatot.
- A megbízó szakképzett apparátust foglalkoztat (projektvezető, építésvezető, művezető) közvetlen ráhatása és ellenőrzési lehetősége van az építés minden szakaszában.A műszaki ellenőr a megbízó vezetőségének felel és általában a projektcég munkáját is ellenőrzi.
- A projektkivitelezés esetén a megbízó megspórolja a generálkivitelezői hasznot, hiszen ugyanazokat a vállalkozókat is felfogadhatja ugyanazért a díjért amiket a generálkivitelező alvállalkozóként vonna be az építési folyamatba.

Átadás-átvételi eljárások fajtái projektkivitelezési munka esetén
- Az eljárás lehet szakaszos, részleges, vagy teljes ahogyan a generál kivitelezési munkánál, hiszen nincs meghatározva hogy, hány építési vállalkozó mekkora munkán dolgozik.
- általános esetben a projektkivitelezési módnál csak teljes átadás szokott lenni, hiszen a jól szakaszolható munkákat külön-külön megversenyezteti a megbízó és akár több azonos profilú vállalkozó is dolgozhat az építkezésen (pl: különböző emeleteken különböző cégek végzik ugyanazt a munkát).
- A megbízónak minden egyes átadás-átvételi eljárásnál azokat a dokumentációkat amikre a használatbavételi eljáráskor szüksége lesz, már be kell kérnie a vállalkozóktól, hiszen akár évek is eltelhetnek az átadás-átvételi eljárások és a használatbavételi eljárás között.
- A megbízó ellenőrzi és felügyeli, hogy az elkészült (és átadott) munkákat a többi vállalkozó ne károsítsa

## Az eljárás részei
Az eljárás részei ok-okozati szigorú sorrendben vannak. A gyakorlatban az elemek felcserélődhetnek vagy elmaradhatnak, azonban a logikai sorrend áll és vita esetén az ok-okozati sorozatot figyelembe kell venni. Az eljárás kerete jogi szabályozáson alapul, egyes elemeinek formáját a napi gyakorlat határozza meg.    
1. Készrejelentés: vállalkozó építési naplóba rögzítetten kijelenti, hogy a feladatával maradéktalanul elkészült, vagy elkészül az adott dátumra (pár nappal előre bejelenti hogy mikor készül majd el, hogy a bejárást legyen idő megszervezni)
2. Helyszíni bejárás: hibafelvétel, szemrevételezéses Műszaki Ellenőrzés, hibafeltáró és ellenőrző mérések, állapotrögzítés fényképpel, videóval, leírással.
3. A helyszíni bejáráson tapasztaltak jegyzőkönyvezése (teljes bizonyító magánokiratba foglalása).
4. A felmerült kérdések tisztázása: a vállalkozó jegyzőkönyvekkel, fényképpel, korábbi naplóbejegyzésekre hivatkozva, vagy egyéb dokumentációkkal szolgál a megbízó felé. Egyes esetekben feltárással vagy dokumentált mérésekkel (mérési jegyzőkönyvvel) lehet feltárni a problémát. Vita esetén ez a lépés elhúzódhat.
5. Pótmunkák elszámolása. Azokat a munkákat amiket a PTK, illetve a 191/2009. Kr. alapján pótmunkának minősíthető, a megbízó a teljesítésbe felvesz. A pótmunkák ára, szükségessége, és minden paramétere optimális esetben felmerüléskor kezelve lett.
6. Átadási dokumentáció átadása: A kivitelező vállalkozó a folyamat minél korábbi fázisában átadja azokat a dokumentumokat amiket a jogszabály előír, illetve amik a szerződésben rögzítésre kerültek. Pár fontos elem:
  1. megvalósulási terv dokumentációk, melyen jelölve vannak az eltérések a tervektől
  2. mérési jegyzőkönyvek, ahol jogszabály előírja vagy a kivitelezés során a megbízó megkövetelte. Pl. építmény kitűzése, érintésvédelmi, nyomáspróba, betonszilárdság, süllyedés stb.
  3. beépített anyagok teljesítménynyilatkozatai, veszélyes anyagok biztonsági adatlapjai, beépített termékek egyéb dokumentációja (pl előregyártott elemek gyártástechnológiai tervei, elemlistái, tanúsítványai stb.)
  4. Felelős műszaki vezető jogszabályban foglalt nyilatkozata
  5. Kivitelező minden olyan tagjának a jogosultságának igazolása aminek munkavégzéséhez jogszabály speciális képesítést ír előír pl: FMV, ipari alpinista, szerkezetlakatos aki a tartószerkezetet a helyszínen hegesztette össze, stb.
  6. banki folyamatokhoz szükséges egyéb dokumentumok
  7. A beépített berendezések és maga az épület üzemeltetéséhez szükséges kezelői és karbantartói dokumentációk, garanciajegyek, gépkönyvek átadása.
7. Dokumentáció ellenőrzése, hiánypótlás
8. Hibajavítás elvégzése és készrejelentése: építési naplóban írásban rögzítve.
9. hibajavítás ellenőrzése
10. A vállalkozó levonul a munkaterületről.
11. A vállalkozó visszaadja a munkaterület egy hivatalos átadás-átvételi eljárás keretében. A megbízó birtokba veszi az építményt (átveszi a kulcsokat, megkezdi az üzemeltetést)
12. Az építési napló (miután minden szükséges dokumentum csatolásra került) lezárásra kerül.
13. megbízó kiállítja a teljesítésigazolást a végteljesítéshez.
14. A vállalkozó benyújtja a számlát.
15. A megbízó kifizeti a számlát.
16. A kivitelezői szerződés teljesítéssel megszűnik.

Megjegyzés: A PTK 6:247. § (3) bekezdése alapján nem tagadható meg az átadás-átvétel olyan hiba esetén, ami nem akadályozza a rendeltetésszerű és biztonságos használatot. A rendeltetésszerű használat jogi alapfogalom és azt akadályozó tényezők részben nevezve vannak az építőipari jogszabályokban, azonban csak a használatbavételi engedélyezési eljárás lefolytatása az egyetlen hivatalos eljárás ami igazolja annak fennállását. Elméletben tehát a hibajavítás és hiánypótlások, de még a hiányok feltárása sem kötelező eleme az átadás-átvételnek ha azok a rendeltetésszerű használatot nem akadályozzák. Egyes esetekben valóban a számlázás megelőzi egyes folyamatokat, pl. a hibajavítást, és a munkaterület visszaadását. A gyakorlat azonban az, hogy minden kérdés anyagi alapon dől el. A PTK 6:157. §-a (hibás teljesítés) alapján a megbízó meg kívánja követelni ami a kivitelezési szerződés és az Étv 41.§ (1) c.) alapján őt megilleti, hibás elemeket vagy nem fogad el, vagy nem javítható hiba esetén pénzügyi ellenszolgáltatást követel, amit árleszállítással vagy levonással kíván érvényre juttatni. (Kúria GK 47.sz állásfoglalása alapján). Tehát a számlázásra addig nem kerül sor amíg a hibák vagy javítással vagy pénzügyi vonalon rendezve nem lettek. Egy másik ok, hogy a garanciális idő az átadás-átvételi eljárás lezárultával indul meg, a megbízó egy hibamentes építményt kíván átvenni, hogy a garanciális idő minden egyes elemre maximális ideig tartson.

## Az eljárás lefolytatásához szükséges dokumentumok
```
az alábbi bekezdés lektorálásra szorul
```

Az eljáráskor átadásra kerülő dokumentumok és azok mennyisége jelentősen függ az építési munka jellegétől. A dokumentumok mindkét fél részéről származhatnak, és részben egymás felé tesznek joghatást kiváltó nyilatkozatokat, részben általános érvényű nyilatkozatot tesznek, részben tényeket és állapotot rögzítenek. Az eljárás dokumentumainak része az átadási dokumentáció, azonban a két fogalmat egymástól külön szokás kezelni és értelmezni.
Az átadási dokumentáció (fogalommeghatározás): azok a jogszabályban, illetve szerződésben rögzített dokumentumok amelyeket a kivitelező a megbízójának átad az elvégzett munkájának dokumentálása céljából. A dokumentáció célja egy-két elemtől eltekintve az építmény paramétereinek írásos rögzítése és igazolása. A kivitelező ezzel a dokumentációval igazolja szerződéses és jogszabályokban rögzített kötelességeinek maradéktalan teljesítését és teszi lehetővé a megbízó számára az építmény és berendezései használatának feltételeit. Az átadás-átvételi eljárás részeként kerül átadásra és ellenőrzésre. A dokumentáció elemei a szócikk "eljárás részei" 6. pontjában olvasható.
Az átadás-átvételi eljárás egyéb dokumentumai:
1. készrejelentés: Az építési vállalkozó felelős műszaki vezetője nyilatkozik, hogy a munka maradéktalanul elkészült, és kéri annak átvételét. A nyilatkozatot az építési naplóban teszik meg.
2. Jegyzőkönyv a bejárásról, melynek része a 
  1. állapotrögzítő dokumentáció: bejáráson készült fényképek, videófelvételek, mérések eredményei
  2. hibalista és a jelenléti ív a résztvevőkről.
  3. egyéb hibalisták, ellenőrző felmérések, melyek nem a bejáráson készültek, de a bejáráson lettek bemutatva
3. felmérési napló, amennyiben készült
4. teljesítésigazolás, melynek része (vagy megelőzően lett kibocsátva okirat formájában)
  1. teljes munka vállalási ára
  2. kifizetett előlegek összege
  3. kifizetett részteljesítések összege
  4. levonások megbízói szolgáltatás alapján
  5. árleszállítások megbízói követelések alapján
  6. visszatartások: garanciális vagy egyéb okból
  7. megbízó, építési vállalkozó, és műszaki ellenőr ellenjegyzése (ha van)
5. munkaterület visszaadásról készült átadás-átvételi jegyzőkönyv az e-naplóba rögzítve
6. fedezetkezelő esetén annak nyilatkozatai
7. finanszírozó bank esetén annak nyilatkozatai
8. közbeszerzési, kiemelt állami beruházások esetén a dokumentáció kiegészül jelentős dokumentáció többlettel, melyet a közbeszerzési törvény ír ki. Ennek része nyilatkozatok és kimutatások.

## A műszaki átadás-átvételben részt vevő személyek
A műszaki átadás-átvételt a köznyelv sokszor azonosítja az átadás folyamatában szereplő helyszíni bejárással, hiszen ez az átadás egyetlen olyan mozzanata ahol a felek személyesen mindenképpen találkoznak, és a megbízó (mint építéshez nem értő személy) megteszi a saját észrevételeit a végeredménnyel kapcsolatban. A megbízónak nem is kell személyesen megjelennie az építés teljes folyamata alatt, viszont ez az a mozzanat ahol általában személyesen megjelenik és nemcsak megbízottakon (pl Műszaki Ellenőr) keresztül dolgozik.
Átadási bejárás résztvevői:
kötelező résztvevők
- építési vállalkozó jogi képviseletére jogosult személy
- a megbízó jogi képviseletére jogosult személy (építtető);
- építési műszaki ellenőr (a megbízó érdekeit képviseli) (amennyiben van a kivitelezésen)

egyéb lehetséges résztvevők
- a beruházó (amennyiben nem azonos a megbízóval)
- megbízó egyéb személyzete
- projektvezető(k) (kivitelező vagy projektcég tehát megbízó embere is lehet)
- építésvezető(k) (kivitelező vagy projektcég tehát megbízó embere is lehet)
- művezető(k) (kivitelező vagy projektcég tehát megbízó embere is lehet)
- brigádvezető(k)
- kivitelező belső ellenőre
- kivitelező egyéb személyzete
- szakági műszaki ellenőrök
- a felelős műszaki vezető (az építés műszaki irányításának jogi felelőse);
- a felelős tervező(k), szakági tervezők, altervezők;
- alvállalkozók képviselői
- egyéb városvezetési szakértők, felügyelők, ellenőrzési személyzet, katonai vagy nemzetvédelmi személyzet (pl állami kiemelt beruházásoknál)
- fedezetkezelő vagy banki személyzet és azok műszaki ellenőre

Amennyiben az átadás-átvéltel a használatbavételi eljárással egybe van kötve.
- az eljáró elsőfokú építési hatóság képviselője
- engedélyező szakhatóságok képviselői (pl. a tűzoltó-parancsnokságé).
- építésfelügyeleti hatóság képviselője
- főépítész vagy képviselője

Az átadási bejáráson nem kötelezően résztvevő, azonban az átadás-átvételi eljárásban kötelezően résztvevő személyek
- Felelős műszaki vezető(k)

## Jogi szabályozás
- 2013. évi V. törvény a Polgári Törvénykönyvről  (új PTK) 6:247. §
- 191/2009. (IX. 15.) Korm. rendelet az építőipari kivitelezési tevékenységről (kivitelezési kódex) 31. §
- (hatályon kívül) 290/2007. (X. 31.) Korm. rendelet az építőipari kivitelezési tevékenységről, az építési naplóról és a kivitelezési dokumentáció tartalmáról